# پلشتی‌های متحد
«پلشتی‌های متحد» (به انگلیسی: United Abominations) آلبومی از مگادث است که در ۱۵ مه ۲۰۰۷ منتشر شد.